# فضة البلاغي
فضّة بنت أحمد بن محمد علي بن عباس بن حسن بن عباس بن محمد علي البلاغي.
ولدت في مدينة النجف في وسط العراق سنة 1189 هـ ، من اسرة علمية متدينة ، كان والدها عالما كاملا اديبا من مشاهير أهل الفضل، له تصانيف في الفقه والاصول.

## تعليمها
أقرأها أبوها القرآن الكريم في سنّ مبكّر، وعلّمها القراءة والكتابة، والنحو والصرف، والفقه والأصول. وحضرت عند بعض أقربائها ومحارمها من الأعلام تنهل من عذب علومهم ومعارفهم الإسلامية، حتى صارت يشار لها بالبنان، واُجيزت من قبل فريق من العلماء، وبدأت بتدريس الفقه والأصول والحديث، وحضَر عليها جمع من العلماء ، وذكر الخاقاني في شعراء الغري: وحدّثنا الشيخ محمّد السماوي أنّه سمع جملة من علماء النجف حضروا عندها «القوانين» في الأصول، باعتبار كونها مجازة بقراءتها على صاحبها.

## قال عنها المؤرخون
قال عنها السيّد محسن الأمين العاملي في أعيان الشيعة: بنت من أهل الفضل، وُجد بخطّها كتاب كفاية السبزواري.
وذكر الشيخ جعفر باقر محبوبة عند ترجمته لوالدها الشيخ أحمد البلاغي قائلاً: وكانت له بنت فاضلة عالمة حسنة الخط اسمها الحاجة فضة البلاغي، يوجد بخطها كتاب (كفاية السبزواري).
ووصفها المؤرخ عمر رضا كحالة في أعلام النساء في عالمي العرب والإسلام: أديبة، فاضلة.
وقال السيد حسن الصدر في تكملة أمل الامل عند ذكر والدها الشيخ أحمد البلاغي: اني أدركت بنته فضة وكانت فاضلة تكتب الكتب بالأجرة وتعيش هي وزوجها من ذلك، كانت تستخرج المسوّدات إلى البياض لشدة معرفتها وحسن سوادها ، وقال في أثناء ترجمة زوجها الشيخ حسن بن عباس البلاغي: الفاضلة الجليلة فضة، كانت فاضلة في الأدب والعربية وحسن الخط.
وقال الشيخ محمد الحسون في أعلام النساء المؤمنات: عالمة، فاضلة، أديبة، جليلة، تُعدُّ من أساتذة الحوزة العلميّة في النجف لمرحلتي المقدّمات والسطوح في القرن الثالث عشر.

## مؤلفات بخط الحاجة فضة البلاغي
1ـ كتاب كفاية السبزواري: وقد أشار إلى ذلك السيّد محسن الأمين في أعيان الشيعة (7)، والشيخ جعفر باقر محبوبة في ماضي النجف وحاضرها (8).
2ـ كتاب كشف الغطاء للشيخ الكبير (ره) جعفر بن خضر النجفي: وهي المخطوطة التي أشار اليها جعفر باقر محبوبة في ماضي النجف وحاضرها قائلا: ورأيت بخطها كتاب (كشف الغطاء) للشيخ الكبير (ره) تم كتابته يوم الجمعة ثالث ذي القعدة سنة 1249 هجرية، والنسخة في النجف عند الاستاذ محمد علي البلاغي (8).
تتألف المخطوطة من 680 صفحة، وقد كُتب على الصفحة الأولى منها بتأريخ 13 رجب سنة 1272:
((هذا كتاب كشف الغطاء للشيخ الأكبر الشيخ جعفر بن خضر النجفي رحمه الله. والنسخة بخط العالمة فضّه بنت الشيخ أحمد العالم الفاضل البلاغي)).
وكتبت الحاجة فضة البلاغي على الصفحة الاخيرة من مخطوطتها:
((قد اتفق الفراغ من تنميق هذا الكتاب الفائق على كتب سائر الاصحاب أسكن الله مصنّفه جنّة وحسن مآب. على يد الفقيرة إلى الله الغني فضّه بنت الشيخ أحمد البلاغي وفقها الله خير الدارين وحشرهما مع الائمّة المصطفين صلوات الله عليهم صلوه تملأ الخافقين. في يوم الجمعة ثالث ذي القعدة من سنة التاسعة والأربعين بعد المائتين والألف من الهجرة النبوية)).
وقد نُشرت حديثاً (2014 م) صور لبعض صفحات المخطوطة ومن ضمنها الصفحة الأولى والأخيرة.

## وفاتها
توفّيت في مدينة الكاظميّة سنة 1279 هـ ، وبعض المصادر تشير إلى أن سنة وفاتها كانت 1284 هـ.